# 잠깐만 회사 좀 관두고 올게
《잠깐만 회사 좀 관두고 올게》(일본어: ちょっと今から仕事やめてくる)는 2017년 일본의 드라마 영화이다.

## 줄거리
열정은 번아웃, 월급은 로그아웃, 인생은 삼진아웃 직전의 회사원 다카시는 계속된 야근으로 지하철에서 쓰러진다. 선로로 떨어질 뻔한 아찔한 순간, 그를 구해준 이는 다름 아닌 초등학교 동창 야마모토! 운명적 만남을 계기로 두 사람은 급속도로 친해지고, 우울하기만 했던 다카시의 인생에도 즐거운 변화가 찾아온다. “야마모토 덕분에 월요일도, 상사도 두렵지 않아!”늘 싱글벙글한 미소 뒤에 비밀을 간직한 듯한 야마모토가 궁금했던 다카시는 인터넷 검색을 해보고, 그가 이미 3년 전에 죽은 사람이란 걸 알게 되는데! 야마모토, 넌 대체 누구니?

## 출연진
- 후쿠시 소우타 - 야마모토 역
- 쿠도 아스카 - 아오야마 다카시 역
- 쿠로키 하루
- 코이케 에이코
- 요시다 코타로
- 모리구치 요코
- 이케다 나루시